# 13475 Orestes
13475 Orestes (1973 SX) là một Trojan của Sao Mộc.